# Ashley-Kate Durham
Ashley-Kate Durham (1989) è un'ex sciatrice alpina canadese.

## Biografia
Originaria di Timmins e attiva in gare FIS dal dicembre del 2004, in Nor-Am Cup la Durham esordì l'8 dicembre 2005 a Lake Louise in discesa libera (38ª), ottenne come migliori piazzamenti due quinti posti in supercombinata (il 14 dicembre 2008 a Panorama e il 12 marzo 2009 a Lake Placid) e prese per l'ultima volta il via il 15 marzo successivo nella medesima località in slalom speciale (21ª). Da allora abbandonò le competizioni di massimo livello, pur continuando a prendere parte a gare minori fino al definitivo ritiro avvenuto in occasione di uno slalom speciale FIS disputato il 2 marzo 2013 a Camp Fortune e chiuso dalla Durham al 4º posto; in carriera non debuttò in Coppa del Mondo né prese parte a rassegne olimpiche o iridate.

## Palmarès

### Nor-Am Cup
- Miglior piazzamento in classifica generale: 21ª nel 2009